# Little Ness
Little Ness – wieś i civil parish w Anglii, w hrabstwie Shropshire. W 2011 civil parish liczyła 303 mieszkańców. Little Ness jest wspomniana w Domesday Book (1086) jako Nesse.